# 我親愛的甜橙樹
我亲爱的甜橙树（英語：My Sweet Orange Tree）是何塞·毛罗·德·巴斯康塞洛斯（José Mauro de Vasconcelos）的一部葡萄牙语小说。该书于1968年出版，被用作巴西小学的课本。该书还在美国、欧洲和亚洲被翻译出版。
这本小说是巴斯康塞洛斯四部曲的一部分，描述了主人公Zeze在不同阶段的生活。这四本书的出版顺序并不按照时间顺序，而是随机排列的。故事的延续作品于1963年出版，比《我亲爱的甜橙树》早五年，主要讲述了泽泽的青少年时期生活。
这本书于1968年由Ed. Melhoramentos出版。其改编电影于2012年上映。

## 內容
Zeze是一个小男孩，他和他的家庭住在里约热内卢的班古。由于大家都忙于养家糊口，Zeze经常独自和他的弟弟Luis在一起，而他的一些恶作剧让父母和哥哥姐姐们非常生气，因此他们对他进行体罚。
在Zeze的父亲被解雇后全家搬家，新房子里有几棵树，兄弟姐妹各自声称拥有这些树。所有的树都被砍掉了，Zeze很伤心，但他的姐姐之一Gloria建议去后院看看，Zeze很快就发现了一棵小橘子树。起初Zeze不喜欢他的树，但他发现他可以与树交流。他给这棵树起名字，叫Pinkie。
即使在遇见同伴之后，泽泽仍然继续他的恶作剧，最后他决定挂在一个叫曼努埃尔·瓦拉达雷斯（Manuel Valadares）的葡萄牙男子的车后面。不幸的是Zeze被抓住了，Valadares当众羞辱了他，Zeze发誓要报仇。然而，Valadares将Zeze的态度归因于他还是个孩子，并向泽泽提出建立朋友关系。通过这段感情，Zeze了解了什么是真正的爱。
作为好朋友，他们分享了许多回忆，但不幸的是Valadares在一次火车事故中丧生。这对Zeze造成了精神创伤，导致了他的疾病。最终，他克服了这一创伤，但却失去了与Pinkie交谈的能力。Zeze从父亲那里听说了他找到了新工作，他们的生活将会更好。然而，Zeze承认，他觉得自己已经在心里杀死了父亲，因为对他的虐待，他对失去“真正的”父亲Valadares感到悲痛。

## 电影改编
电影于2012年上映。这部电影由马科斯·伯恩斯坦执导，Passaro Films的卡蒂亚·马乔达制作。因其制作语言为巴西葡萄牙语而被归类为外国电影，但由法国、德国和韩国等少数国家发行。
电影上映后，有人猜测该片改编自同名书籍，缺少一些细节，但同时也称赞了电影的摄影技术。此外，导演还对故事情节进行了改动，让波尔图加成为了泽泽生活中一位真正的朋友，并直接影响泽泽后来成为一名作家。
自上映以来，《我亲爱的甜橙树》参加了许多电影节。该片于2010年在国际影视展上首次亮相，之后于2010年、2012年和2013年入围戛纳电影节。在2014年巴西电影大奖中，它获得了最佳儿童电影奖；在2013年兹林国际儿童青少年电影节中，它又获得了最佳儿童故事片奖。此外，该片还在2012年第七届罗马电影节上获得了爱丽丝奖。